# Liste der Grade-I-Bauwerke in Cambridgeshire
| Lage von Cambridgeshire in England                                                                                            |
| Gliederung von Cambridgeshire                                                                                                 |
| 1. Peterborough (Unitary Authority) 2. Fenland 3. Huntingdonshire 4. East Cambridgeshire 5. South Cambridgeshire 6. Cambridge |

Diese Liste der Grade-I-Baudenkmäler in Cambridgeshire nennt die Grade-I-Listed Buildings in Cambridgeshire nach Bezirken geordnet.
Von den rund 373.000 Listed Buildings in England sind rund 9000, also etwa 2,4 %, als Grade I eingestuft. Davon befinden sich etwa 304 in Cambridgeshire.

## Cambridge
1. 5, Market Hill, Cambridge
2. All Saints Church, Cambridge
3. Anstey Hall, Cambridge
4. Chapel of St Mary Magdalene stourbridge Chapel, Cambridge
5. Chesterton Tower, Cambridge
6. Christ’s College, Bathing Pool and Summer House, Including the Busts of Cudworth, Milton and Saunderson and Stone Vase in Memory of Joseph Mede, Cambridge
7. Christ’s College, Fellows Building, Cambridge
8. Christ’s College, the Buildings Surrounding Entrance Court, with the South East Range of Second Court, Cambridge
9. Church of St Andrew, Cambridge
10. Church of St Andrew, Cambridge
11. Church of St Bene’t, Cambridge
12. Church of St Botolph, Cambridge
13. Church of St Mary and St Michael, Cambridge
14. Church of St Mary the Great, Cambridge
15. Church of St Michael, Cambridge
16. Church of the Holy Sepulchre, Cambridge
17. Clare College, Clare Bridge, Cambridge
18. Clare College, Gates and Railings to Trinity Hall Lane, Cambridge
19. Clare College, Gateway on West Side of Clare Bridge with Flanking Railings and Gates to College Garden, Cambridge
20. Clare College, the Buildings Surrounding the Fore and Principal Courts, Cambridge
21. Corpus Christi College, the Buildings Surrounding the Old and New Courts Including the Master’s Lodge, Cambridge
22. Downing College, the East and West Ranges, Including the Hall, the Master’s Lodge and the East and West Lodges, Cambridge
23. Emmanuel College, Buildings Surrounding Front and New Courts and the Brick Building, Cambridge
24. Fence Along Street Frontage of the Main Block of the Fitzwilliam Museum, Cambridge
25. Fitzwilliam Museum and boundary wall, plinths and gates to the north-east, Cambridge
26. Garden Walls, Railings and Gates of Number 16 (Little Trinity), Cambridge
27. Gonville and Caius College, the Buildings Surrounding Gonville Court and Caius Court Including the Hall, Chapel, Master’s Lodge and Gate of Virtue, but Excluding the Gate of Honour, Cambridge
28. Gonville and Caius College, the Gate of Honour and Flanking Walls, Cambridge
29. Gonville and Caius College, the Gate of Humility, Cambridge
30. Jesus College, North Range of Outer Court, Cambridge
31. Jesus College, the Buildings Surrounding Cloister and Outer Courts, and the East Range of Pump Court (Excluding the North Range of Outer Court), Cambridge
32. King’s College, Chapel, Cambridge
33. King’s College, Fellows’ Building, Cambridge
34. King’s College, King’s Bridge, Cambridge
35. King’s College, Screens and Entrance Gateway on King’s Parade, Cambridge
36. King’s College, South Range of First Court, Including the Library and the Former Provost’s Lodge, Cambridge
37. Little Trinity, Cambridge
38. Magdalene College, Pepys Building, Cambridge
39. Magdalene College, the Buildings Surrounding First Court, Cambridge
40. Pembroke College, the Buildings Surrounding Old Court (Except the Chapel and Cloister) and Ivy Court, Cambridge
41. Pembroke College, the Chapel with Hitcham’s Cloister, Cambridge
42. Peterhouse, Entrance Screen to First Court, Cambridge
43. Peterhouse, Gates and Piers of the Master’s Lodge, Cambridge
44. Peterhouse, the Buildings Surrounding First Court, Old Court and Gisborne Court, Cambridge
45. Peterhouse, the Master’s Lodge, Cambridge
46. Queens’ College, the Buildings Surrounding Front Court, Cloister Court, Pump Court and Walnut Tree Court, Cambridge
47. Railings and Gates Round the Senate House, Cambridge
48. School of Pythagoras, Cambridge
49. Sidney Sussex College, the Buildings Surrounding Hall Court and Chapel Court, Cambridge
50. St John’s College, Gateway and Piers Adjoining the Old Bridge, Cambridge
51. St John’s College, Gateway to Kitchen Yard to East of Old Bridge, Cambridge
52. St John’s College, Gateway to St John’s Street to South of the College Buildings, Cambridge
53. St John’s College, New Bridge, Cambridge
54. St John’s College, New Court, Cambridge
55. St John’s College, Old Bridge, Cambridge
56. St John’s College, the Buildings Surrounding the First, Second and Third Courts, Cambridge
57. The Buildings Surrounding Principal Court, St Catharine’s College, Cambridge
58. The Cockerell Building (Squire Law Library), Cambridge
59. The Law School and University Offices, Cambridge
60. The Railings, Piers, Gateway and Screen Wall on the East Side of Principal Court, St Catharines College, Cambridge
61. The Senate House, Cambridge
62. Trinity College, Bishop’s Hostel, Cambridge
63. Trinity College, Field Gates to Queen’s Road, Cambridge
64. Trinity College, Fountain in Great Court, Cambridge
65. Trinity College, the Buildings Surrounding Great Court, Nevile’s Court and New Court, and Including Kings Hostel, Cambridge
66. Trinity College, Trinity Bridge, Cambridge
67. Trinity Hall, the Buildings Surrounding Front Court, with the West Range of South Court, the Masters Lodge and the Library, Cambridge

## East Cambridgeshire
1. All Saints Parish Church, Kirtling, East Cambridgeshire
2. Almonry, Sacrists Hall, Gate and Goldsmiths Tower the Almonry, Ely, East Cambridgeshire
3. Almonry, Sacrists Hall, Gate and Goldsmiths Tower the Sacristy Gate and Goldsmith’s Tower, Ely, East Cambridgeshire
4. Anglesey Abbey, Lode, East Cambridgeshire
5. Barn and Storehouse of the Monastery, Ely, East Cambridgeshire
6. Barn to south-west of St John’s Farmhouse, Ely, East Cambridgeshire
7. Bishop’s Palace bishop’s Palace (The Palace School), Ely, East Cambridgeshire
8. Cathedral of the Holy Trinity, Ely, East Cambridgeshire
9. Cellarers House (Boarding House of King’s School), Ely, East Cambridgeshire
10. Church of Holy Trinity, Bottisham, East Cambridgeshire
11. Church of Holy Trinity, Haddenham, East Cambridgeshire
12. Church of St Andrew, Isleham, East Cambridgeshire
13. Church of St Andrew, Soham, East Cambridgeshire
14. Church of St Andrew, Sutton, East Cambridgeshire
15. Church of St Martin, Witcham, East Cambridgeshire
16. Church of St Mary, Burwell, East Cambridgeshire
17. Church of St Mary, Swaffham Prior, East Cambridgeshire
18. Church of St Mary the Virgin, Swaffham Bulbeck, East Cambridgeshire
19. Church of St Peter, Wilburton, East Cambridgeshire
20. Church of St Peter-Ad-Vincula, Coveney, East Cambridgeshire
21. Dove house to St John’s Farm, Ely, East Cambridgeshire
22. Ely Porta, Ely, East Cambridgeshire
23. Guest Quarters of the Monastery, Ely, East Cambridgeshire
24. Infirmary hall to the north of St John’s Farmhouse (formerly Barn to the north of St John’s Farmhouse), Ely, East Cambridgeshire
25. Kirtling Tower, Kirtling, East Cambridgeshire
26. Parish Church of St Leonard, Downham, East Cambridgeshire
27. Parish Church of St Margaret, Chippenham, East Cambridgeshire
28. Parish Church of St Mary, Dullingham, East Cambridgeshire
29. Parish Church of St Mary, Ely, East Cambridgeshire
30. Parish Church of St Mary, Woodditton, East Cambridgeshire
31. Parish Church of St Mary and the Holy Ghost in Heaven, Cheveley, East Cambridgeshire
32. Parish Church of St Peters, Fordham, East Cambridgeshire
33. Powcher’s Hall, Ely, East Cambridgeshire
34. Prior Craudens Chapel, Ely, East Cambridgeshire
35. Prior’s House (Boarding House of the Kings School), Ely, East Cambridgeshire
36. Priory Church of St Margaret of Antioch, Isleham, East Cambridgeshire
37. St John’s Farmhouse, Ely, East Cambridgeshire
38. Stables to Bishop’s Palace, Ely, East Cambridgeshire
39. The Abbey, Swaffham Bulbeck, East Cambridgeshire
40. The Black Hostelry and Cellarers Chamber, Ely, East Cambridgeshire
41. The Burystead, Sutton, East Cambridgeshire
42. The Chapel of the Infirmary (Deanery), Ely, East Cambridgeshire
43. The Dark Cloister, Ely, East Cambridgeshire
44. The Great Hall (Bishops Residence), Ely, East Cambridgeshire
45. The Painted Chamber (Walsingham House), Ely, East Cambridgeshire
46. The Queen’s Hall (Headmaster’s House), Ely, East Cambridgeshire
47. Wall to the Garden of the Almonry and Painted Chamber, Ely, East Cambridgeshire
48. Walls to the Guest Quarters of the Monastery and Ely Porta, Ely, East Cambridgeshire

## Fenland
1. 14, North Brink, Wisbech, Fenland
2. Bell Tower, South East of Church of St Giles, Tydd St. Giles, Fenland
3. Church of All Saints, Elm, Fenland
4. Church of Saint Peter and Saint Paul, Chatteris, Fenland
5. Church of St Leonard, Leverington, Fenland
6. Church of St Mary, Whittlesey, Fenland
7. Church of St Wendreda, March, Fenland
8. Leverington Hall, Leverington, Fenland
9. Parish Church of St Peter and Paul, Wisbech, Fenland
10. Peckover House, Wisbech, Fenland

## Huntingdonshire
1. Bodsey House, Ramsey, Huntingdonshire
2. Chapel of St Ledger, St. Ives, Huntingdonshire
3. Church of All Saints, Conington, Huntingdonshire
4. Church of All Saints, Grafham, Huntingdonshire
5. Church of All Saints, Tilbrook, Huntingdonshire
6. Church of All Saints, Houghton and Wyton, Huntingdonshire
7. Church of All Saints, Huntingdon, Huntingdonshire
8. Church of All Saints, St. Ives, Huntingdonshire
9. Church of Holy Cross, Bury, Huntingdonshire
10. Church of Holy Trinity, Great Paxton, Huntingdonshire
11. Church of Ss Peter and Paul, Alconbury, Huntingdonshire
12. Church of St Andrew, Great Staughton, Huntingdonshire
13. Church of St Bartholomew, Great Gransden, Huntingdonshire
14. Church of St James, Hemingford Grey, Huntingdonshire
15. Church of St John the Baptist, Somersham, Huntingdonshire
16. Church of St John the Baptist, Wistow, Huntingdonshire
17. Church of St Andrew, Abbots Ripton, Huntingdonshire
18. Church of St Andrew, Kimbolton, Huntingdonshire
19. Church of St Leonard, Southoe and Midloe, Huntingdonshire
20. Church of St Margaret, Hemingford Abbots, Huntingdonshire
21. Church of St Mary, Brampton, Huntingdonshire
22. Church of St Mary, Godmanchester, Huntingdonshire
23. Church of St Mary, Huntingdon, Huntingdonshire
24. Church of St Mary, St. Neots, Huntingdonshire
25. Church of St Mary Magdalene, Hilton, Huntingdonshire
26. Church of St Mary Magdalene, Warboys, Huntingdonshire
27. Church of St Peter, Upwood and the Raveleys, Huntingdonshire
28. Church of St Peter, Offord Cluny and Offord D’Arcy, Huntingdonshire
29. Church of St Thomas a Becket of Canterbury, Ramsey, Huntingdonshire
30. Curtain Wall to Buckden Palace, Buckden, Huntingdonshire
31. Elton Hall, Elton, Huntingdonshire
32. Gatehouse and Walls at Hinchingbrooke House, Huntingdon, Huntingdonshire
33. Gatehouse to Kimbolton School, Kimbolton, Huntingdonshire
34. Gatehouse to Ramsey Abbey, Ramsey, Huntingdonshire
35. Gateway and Boundary Wall to Forecourt of Stibbington Hall, Sibson-cum-Stibbington, Huntingdonshire
36. Hinchingbrooke House, Huntingdon, Huntingdonshire
37. Huntingdon Bridge, Godmanchester, Huntingdonshire
38. Kimbolton School, Kimbolton, Huntingdonshire
39. Parish Church of All Saints, Morborne, Huntingdonshire
40. Parish Church of All Saints, Ellington, Huntingdonshire
41. Parish Church of St Andrew, Alwalton, Huntingdonshire
42. Parish Church of St James, Spaldwick, Huntingdonshire
43. Parish Church of St John the Baptist, Bythorn and Keyston, Huntingdonshire
44. Parish Church of St John the Baptist, Holywell-cum-Needingworth, Huntingdonshire
45. Parish Church of St John the Evangelist, Little Gidding, Huntingdonshire
46. Parish Church of St Leonards, Catworth, Huntingdonshire
47. Parish Church of St Mary, Bluntisham, Huntingdonshire
48. Parish Church of St Mary, Leighton, Huntingdonshire
49. Parish Church of St Mary, Buckden, Huntingdonshire
50. Parish Church of St Michael, Chesterton, Huntingdonshire
51. Parish Church of St Nicholas, Glatton, Huntingdonshire
52. Parish Church of St Peter, Easton, Huntingdonshire
53. Parish Church of St Peter, Yaxley, Huntingdonshire
54. Parish Church of St Peter and St Paul, Fenstanton, Huntingdonshire
55. Pepys House, Brampton, Huntingdonshire
56. Ramsey Abbey School, Ramsey, Huntingdonshire
57. Stibbington Hall, Sibson-cum-Stibbington, Huntingdonshire
58. The Bridge, St. Ives, Huntingdonshire
59. The Great Tower, Buckden, Huntingdonshire
60. The Inner Gatehouse, Buckden, Huntingdonshire
61. The Manor House, Hemingford Grey, Huntingdonshire
62. Wansford Bridge (To Cambridgeshire County Boundary), Sibson-cum-Stibbington, Huntingdonshire

## Peterborough(Unitary Authority)
1. 16, Precincts, Peterborough, PE1
2. 19, Precincts, Peterborough, PE1
3. Bath House or Banqueting House, Barnack, Peterborough, PE9
4. Bishop’s Palace, Peterborough, PE1
5. Bishops Gate, Peterborough, PE1
6. Burghley House, St. Martin’s Without, Peterborough, PE9
7. Canonry House, Peterborough, PE1
8. Cathedral Church of St Peter, St Paul and St Andrew, Peterborough, PE1
9. Chapel of St Thomas of Canterbury, Peterborough, PE1
10. Chapter Office, Peterborough, PE1
11. Church of All Saints, Wittering, Peterborough, PE8
12. Church of St Andrew, Northborough, Peterborough, PE6
13. Church of St Andrew, Thornhaugh, Peterborough, PE8
14. Church of St Andrew, Ufford, Peterborough, PE9
15. Church of St Augustine, Peterborough, PE2
16. Church of St Benedict, Glinton, Peterborough, PE6
17. Church of St Botolph, Helpston, Peterborough, PE6
18. Church of St John the Baptist, Barnack, Peterborough, PE9
19. Church of St John the Baptist, Upton, Peterborough, PE6
20. Church of St John the Baptist, Peterborough, PE2
21. Church of St Kyneburgha, Castor, Peterborough, PE5
22. Church of St Margaret, Peterborough, PE2
23. Church of St Mary, Bainton, Peterborough, PE9
24. Church of St Mary, Marholm, Peterborough, PE6
25. Church of St Mary, Orton Waterville, Peterborough, PE2
26. Church of St Mary and St Botolph, Thorney, Peterborough, PE6
27. Church of St Mary the Virgin, Wansford, Peterborough, PE8
28. Church of St Michael, Sutton, Peterborough, PE5
29. Church of St Pega, Peakirk, Peterborough, PE6
30. Church of St Peter, Maxey, Peterborough, PE6
31. Church of St Stephen, Etton, Peterborough, PE6
32. Church of the Holy Trinity, Orton Longueville, Peterborough, PE2
33. Deanery Gateway and Wall, Peterborough, PE1
34. Diocesan House, Peterborough, PE1
35. Former Barns and Stabling to South of Number 20, Peterborough, PE1
36. Former Outbuilding to Laurel Court Facing Table Hall, Peterborough, PE1
37. Former Stables to Thorpe Hall, Peterborough, PE3
38. Garden Wall and Gates to Laurel Court, Peterborough, PE1
39. Gateway and Walls to Rectangular Enclosure, North East, East and South East of Wothorpe Hall, Wothorpe, Peterborough, PE9
40. Gateway from Garden to Stables of Thorpe Hall, Peterborough, PE3
41. Great Cloister, Peterborough, PE1
42. Great Gate great Gate (Outer Gate,marsh Foregate), Peterborough, PE1
43. Hostry Passage and Little Dorter, Peterborough, PE1
44. King’s Lodging (Including Abbot’s Prison), Peterborough, PE1
45. Laurel Court, Peterborough, PE1
46. Longthorpe Tower House, Peterborough, PE3
47. Milton Hall, Castor, Peterborough, PE6
48. North Forecourt Area Railings and Gates at Burghley House, Barnack, Peterborough, PE9
49. Northborough Manor House, Peterborough, PE6
50. Parish Church of All Saints, PE4
51. Parish Church of St Botolph, PE3
52. Parish Church of St John the Baptist, Peterborough, PE1
53. Parish Church of St John the Baptist, PE4
54. Stables Adjoining East of Milton Hall, Castor, Peterborough, PE6
55. Stables with Forecourt Railings and Service Wings and Servants Wing, Brewery and Porters Lodge, Barnack, Peterborough, PE9
56. Table Hall, PE1
57. The Bridge, St. Martin’s Without, Peterborough, PE9
58. The Gate House and Stable Range to North of Northborough Manor House, Northborough, Peterborough, PE6
59. The Orangery, Barnack, Peterborough, PE9
60. Thorney Abbey and Abbey House, Thorney, Peterborough, PE6
61. Thorpe Hall, Peterborough, PE3
62. Ufford Hall, Ufford, Peterborough, PE9
63. Village Cross, Bainton, Peterborough, PE9
64. Walcot Hall, Southorpe, Peterborough, PE9
65. Walls,gatepiers and Entrance Gates to Thorpe Hall, Peterborough, PE3
66. Wansford Bridge, Wansford, Peterborough, PE8
67. Well in the Great Cloister, Peterborough, PE1
68. Wothorpe Towers, Wothorpe, Peterborough, PE9

## South Cambridgeshire
1. Bourn Mill, Bourn, South Cambridgeshire
2. Church of All Saints, Barrington, South Cambridgeshire
3. Church of All Saints, Cottenham, South Cambridgeshire
4. Church of All Saints, Haslingfield, South Cambridgeshire
5. Church of All Saints, Horseheath, South Cambridgeshire
6. Church of All Saints, Longstanton, South Cambridgeshire
7. Church of All Saints and St Andrew, Kingston, South Cambridgeshire
8. Church of Holy Trinity, Balsham, South Cambridgeshire
9. Church of Holy Trinity, Meldreth, South Cambridgeshire
10. Church of St Andrew, Orwell, South Cambridgeshire
11. Church of St Andrew, Impington, South Cambridgeshire
12. Church of St Edmund, Hauxton, South Cambridgeshire
13. Church of St Laurence, Foxton, South Cambridgeshire
14. Church of St Mary, Bartlow, South Cambridgeshire
15. Church of St Mary, Comberton, South Cambridgeshire
16. Church of St Mary, Great Shelford, South Cambridgeshire
17. Church of St Mary, Harlton, South Cambridgeshire
18. Church of St Mary, Over, South Cambridgeshire
19. Church of St Mary and All the Saints, Willingham, South Cambridgeshire
20. Church of St Mary the Virgin, Gamlingay, South Cambridgeshire
21. Church of St Nicholas, Arrington, South Cambridgeshire
22. Church of St Peter, Coton, South Cambridgeshire
23. Church of St Peter, Horningsea, South Cambridgeshire
24. Denny Abbey, Waterbeach, South Cambridgeshire
25. Denny Abbey Refectory, Waterbeach, South Cambridgeshire
26. Madingley Hall and Stable Courtyard, Madingley, South Cambridgeshire
27. Manor House, Papworth St. Agnes, South Cambridgeshire
28. Odsey House, Guilden Morden, South Cambridgeshire
29. Parish Church of All Saints, Landbeach, South Cambridgeshire
30. Parish Church of Holy Trinity, Elsworth, South Cambridgeshire
31. Parish Church of Holy Trinity, Hildersham, South Cambridgeshire
32. Parish Church of St Andrew, Histon, South Cambridgeshire
33. Parish Church of St Helen and St Mary, Bourn, South Cambridgeshire
34. Parish Church of St John, Duxford, South Cambridgeshire
35. Parish Church of St Mary, Fowlmere, South Cambridgeshire
36. Parish Church of St Mary, Guilden Morden, South Cambridgeshire
37. Parish Church of St Mary, Sawston, South Cambridgeshire
38. Parish Church of St Mary, Whaddon, South Cambridgeshire
39. Parish Church of St Mary and St Andrew, Whittlesford, South Cambridgeshire
40. Parish Church of St Mary Magdalen, Ickleton, South Cambridgeshire
41. Parish Church of St Mary the Virgin, Linton, South Cambridgeshire
42. Parish Church of St Peter, Duxford, South Cambridgeshire
43. Parish Church of St Peter and St Paul, Bassingbourn cum Kneesworth, South Cambridgeshire
44. Parish Church of St Peter South West of Babraham Hall, Babraham, South Cambridgeshire
45. Parish Church of St Andrew, Swavesey, South Cambridgeshire
46. Sawston Hall, Sawston, South Cambridgeshire
47. The Old Manor House, Swavesey, South Cambridgeshire
48. Village College, Impington, South Cambridgeshire
49. Wimpole Hall, Wimpole, South Cambridgeshire